# Куц, Владимир Петрович
Влади́мир Петро́вич Куц (7 февраля 1927[…], Алексино, Сумский округ — 16 августа 1975, Москва) — советский легкоатлет, стайер. Заслуженный мастер спорта СССР (1954). Двукратный олимпийский чемпион, многократный рекордсмен мира, лучший мировой стайер с 1953 по 1956 годы.

## Биография
Участник Великой Отечественной войны, Владимир Куц начал бегать в 1945 году, будучи матросом Балтийского флота.
Окончил Военный институт физической культуры.
По-настоящему спортивная карьера Куца началась в 1951 году под руководством опытного тренера Леонида Хоменкова. Выступал за СКА и ЦДКА/ЦДСА. В 1952 году тренировкой Владимира Куца стал руководить Александр Чикин.
В 1953 году Куц впервые завоёвывает звание чемпиона СССР. В 1954 году он — чемпион Европы в беге на 5000 м. В годы с 1954 по 1957 Куц неоднократно улучшал рекорды мира в беге на 5000 м и 10 000 м. Десять раз становился чемпионом СССР. В 1955 году вступил в КПСС.
По мнению автора книги «Моряк с Балтики» В. П. Теннова, в становлении легкоатлета Владимира Куца большую роль сыграл тренер Вячеслав Садовский.

### Олимпийские игры 1956 в Мельбурне
В 1956 году на Олимпийских играх в Мельбурне 29-летний Владимир Куц выиграл обе стайерские дистанции.
Основным противником Куца на «десятке» был британский бегун Гордон Пири. Незадолго до Олимпиады Пири отобрал у Куца мировой рекорд в беге на 5 000 метров, причём тогда он обыграл Владимира рывком на самом финише. Куц учёл ошибки и тщательно подготовился к противостоянию с британцем. Во время бега на 10 000 метров Владимир предложил тактику «рваного бега», постоянно ускоряя и замедляя темп. В результате противник пришёл к финишу только восьмым и совершенно измотанным, а Куц финишировал первым с новым олимпийским рекордом 28 мин. 45,6 сек. По легенде, Пири так вспоминал о том беге:
Он убил меня своей быстротой и сменой темпа. Он слишком хорош для меня. Я бы никогда не смог бежать так быстро. Я никогда не смог бы побить Владимира Куца. Мне не надо было бежать десять тысяч метров.
В беге на 5000 метров Куц также победил с новым олимпийским рекордом — 13 мин. 39,6 сек. На закрытии Олимпиады Владимиру Куцу выпала честь быть знаменосцем сборной СССР. Награждён орденом Ленина, медалью «Ветеран труда» и другими медалями.

«Бег легендарного русского стайера Владимира Куца сделал для сближения народов гораздо больше, чем корпус самых искусных дипломатов»— из австралийской прессы 1956 г.

### После спортивной карьеры
Последний мировой рекорд Куца на 5000 метров — 13 мин. 35,0 сек., установленный в 1957 году, продержался восемь лет.
Спортивная карьера Владимира Куца закончилась быстро, в 1959 году. Из-за серьёзных проблем со здоровьем, он был вынужден покинуть дорожку и перейти на тренерскую работу.
Известно, что Куц серьёзно страдал от сильных болей в животе и в ногах с 1957 года. Эти боли были вызваны его обморожением во время прохождения службы на флоте в 1952 году.
У него была обнаружена проницаемость капилляров, а в 1972 году он пережил инсульт. Болезни знаменитого спортсмена усугублялись хроническим алкоголизмом.

### Тренер
С 1961 года в ЦСКА под руководством В. Куца была организована школа бега. У Куца тренировались:
- Владимир Афонин
- Степан Байдюк
- Валерий Булышев
- Лазарь Народицкий
- Григорий Поздняк
- Сергей Скрипка

Став тренером, Куц не только работает с молодыми бегунами, стремясь научить их всему, что познал за нелёгкую спортивную жизнь, он пишет книги: «От новичка до мастера спорта» 1962 год, «Повесть о беге» 1964 год, «Будь первым» 1975 год — за несколько недель до кончины.

## Смерть
Владимир Куц умер 16 августа 1975 года, предположительно покончив жизнь самоубийством, так как перед смертью принял повышенную дозу снотворного и запил водкой.
Похоронен на Преображенском кладбище Москвы. (27 уч.)

## Награды
- орден Ленина (27.04.1957) — «за успехи, достигнутые в деле развития массового физкультурного движения в стране, повышения мастерства советских спортсменов, и успешное выступление на международных соревнованиях»
- медали

## Память
- Футбольно-легкоатлетический комплекс имени В. Куца ЦСКА в Москве, недалеко от метро «Аэропорт»[11].

- В Тростянце был установлен памятник.
- Стадион в Тростянце носит имя В. Куца.

## Семья
- Первая жена — Раиса Андреевна Полякова (05.02.1928 — ?), журналистка[1][15]
- Вторая жена — Раиса Тимофеевна (11.05.1930 — ?)[1]

## Результаты

### Выступления на соревнованиях
| Год  | Соревнования            | Город    | Дата           | Дистанция | Результат   | Место | Видео        |
| ---- | ----------------------- | -------- | -------------- | --------- | ----------- | ----- | ------------ |
| 1953 | Студенческие игры       | Бухарест | август         | 5000 м    | 14.04,0     | II    |              |
| 1953 | Студенческие игры       | Бухарест | август         | 10 000 м  | 29.41,4     | II    |              |
| 1954 | Чемпионат Европы        | Берн     | 26, 29 августа | 5000 м    | 13.56,6 WR* | I     |              |
| 1956 | Летние Олимпийские игры | Мельбурн | 26, 28 ноября  | 5000 м    | 13.39,6 OR  | I     | Видео, Видео |
| 1956 | Летние Олимпийские игры | Мельбурн | 23 ноября      | 10 000 м  | 28.45,6 OR  | I     |              |

| Год  | Город     | Дата           | Дистанция  | Результат | Место |
| ---- | --------- | -------------- | ---------- | --------- | ----- |
| 1952 | Ленинград | 24—30 августа  | 5000 м     |           | 6     |
| 1952 | Ленинград | 24—30 августа  | 10 000 м   |           | 7     |
| 1953 | Москва    | 23—25 августа  | 5000 м     | 14.02,2   | I     |
| 1953 | Москва    | 23—25 августа  | 10 000 м   | 29.49,4   | I     |
| 1954 | Киев      | 13—16 сентября | 5000 м     | 14.15,0   | I     |
| 1954 | Киев      | 12 сентября    | 10 000 м   | 29.21,4   | I     |
| 1955 | Тбилиси   | 13—17 ноября   | 5000 м     | 14.08,6   | I     |
| 1955 | Тбилиси   | 13—17 ноября   | 10 000 м   | 29.47,0   | I     |
| 1956 | Москва    | 6—16 августа   | 5000 м     | 13.42,2   | I     |
| 1956 | Москва    | 5 августа      | 10 000 м   | 28.57,8   | I     |
| 1957 | Москва    | 2 сентября     | 5000 м     | 13.48,6   | I     |
| 1957 | Москва    | 31 августа     | 10 000 м   | 29.10,0   | II    |
| 1957 | Москва    | 27 октября     | кросс 8 км | 23.36,4   | I     |
| 1958 | Таллин    | 19 июля        | 5000 м     |           | 8     |

1. ↑  или 6[17]

### Рекорды
| Дистанция     | Время   | Город    | Дата         |
| ------------- | ------- | -------- | ------------ |
| 3 мили        | 13.31,4 | Будапешт | 19—20.9.1953 |
| 3 мили        | 13.27,4 | Будапешт | 1953         |
| 3 мили        | 13.27,0 | Лондон   | 13.10.1954   |
| 3 мили        | 13.26,4 |          | 1955         |
| 5000 метров   | 13.56,6 | Берн     | 29.8.1954    |
| 5000 метров   | 13.51,2 | Прага    | 23.10.1954   |
| 5000 метров   | 13.46,8 | Белград  | 18.9.1955    |
| 5000 метров   | 13.35,0 | Рим      | 13.10.1957   |
| 10 000 метров | 28.30,4 | Москва   | 11.9.1956    |

| Дистанция     | Время    | Город    | Дата          |
| ------------- | -------- | -------- | ------------- |
| 3000 метров   |          | Будапешт | 19—20.9.1953  |
| 3000 метров   | 8.11,8   | Упсала   | 11.10.1953    |
| 3000 метров   | 8.05,8   | Турку    | июль 1954     |
| 3000 метров   | 8.02,6   | Загреб   | 24.9.1955     |
| 3000 метров   | повторил | Осло     | май/июнь 1956 |
| 5000 метров   | 13.51,8  | Лондон   | 13.10.1954    |
| 5000 метров   | 13.39,6  | Берген   | 19.6.1956     |
| 5000 метров   | 13.39,6  | Мельбурн | 28.11.1956    |
| 5000 метров   | 13.38,0  | Прага    | 13.10.1957    |
| 10 000 метров | 29.21,4  | Киев     | 12.9.1954     |
| 10 000 метров | 29.06,2  | Львов    | 26.8.1955     |
| 10 000 метров | 28.59,2  | Бухарест | 3.10.1955     |
| 10 000 метров | 28.57,8  | Москва   | 5.8.1956      |

1. ↑  или 25[23]

| Дистанция     | Дата       | Время              |
| ------------- | ---------- | ------------------ |
| 5000 метров   | 26.11.1956 | 14.06,6 (повторил) |
| 5000 метров   | 28.11.1956 | 13.39,6            |
| 10 000 метров | 23.11.1956 | 28.45,6            |